# Solo una volta (o tutta la vita)
Il tempo va, passano le ore...
vorrei poter non lavare l'odore...
e questa notte è ancora da capire,
però peccato che dovrà finire...»
(Ritornello della canzone)
Solo una volta (o tutta la vita) è un singolo del cantautore italiano Alex Britti, in seguito inserito nell'album It.Pop,  secondo album, ma primo noto al grande pubblico, del cantautore romano.

## Descrizione
Pubblicato ad inizio estate 1998, il brano parte in sordina, entrando nella top 20 dei singoli più venduti soltanto il 15 agosto 1998. Sostenuto da una massiccia programmazione radiofonica, il brano diventa un vero e proprio tormentone estivo, e pur non raggiungendo mai la vetta della classifica (arriva al massimo alla seconda posizione), rimane in classifica fino alla fine dell'anno, dimostrandosi uno dei singoli di maggior successo dell'anno.
Con questa canzone il cantante partecipò alla sesta edizione di Sanremo Giovani classificandosi all'8º posto accedendo al Festival di Sanremo 1999 nella categoria Giovani.
Il brano ha avuto un moderato successo anche in Francia, dove è riuscito ad arrivare alla posizione 78.

## Il video
Girato dai Manetti Bros. e prodotto dalla Panorama Films nel maggio 1998, nel video di "Solo una volta (o tutta la vita), Alex Britti esegue il brano accompagnato dalla propria chitarra in un ambiente chiuso, dove i figuranti intorno a lui fingono di essere in spiaggia. La stanza, infatti, è decorata con ombrelloni, chioschetti, sdraio e finte onde che si muovono davanti allo schermo. Alla fine del video, Britti si spoglia e si sdraia su un materassino, fingendo anch'egli di essere in spiaggia.

## Tracce
CD Single
1. Solo una volta (o tutta la vita)
2. Nomi (unplugged demo)
3. 3 kitarre

CD Remix
1. Solo una volta (o tutta la vita) remix di Don Carlos

## Classifiche
| Classifica (1998) | Posizione massima |
| ----------------- | ----------------- |
| Francia           | 78                |
| Italia            | 2                 |

### Classifiche di fine anno
| Classifica (1998) | Posizione |
| ----------------- | --------- |
| Italia            | 13        |

## Cover
Nel 1999 il cantante sloveno Jan Plestenjak realizza la cover del brano con il titolo "Amore mio"
.
Nel 2000 il cantante spagnolo Sergio Dalma realizza la cover del brano Solo una volta (o tutta la vita) di Alex Britti, cantata in spagnolo ed intitolata "Solo una vez". Il brano è interpretato in duetto con lo stesso Alex Britti nell'album Vida Nueva di Sergio Dalma.
Nel 2002 i cantanti spagnoli Naim Thomas ed Enrique Anaut incidono Solo una vez nel disco Generaciòn OT.
Nel 2011 il duo country-pop Messicano-statunitense Ha-Ash incidono Solo una vez nel disco A Tiempo.

## Solo una volta(2025)
Il 30 maggio 2025 è stata pubblicata una nuova versione del singolo realizzata con la partecipazione vocale del rapper Clementino dal titolo Solo una volta.

### Tracce
Testi di Alessandro Britti, Clemente Maccaro, musiche di Alessandro Britti.
1. Solo una volta (feat. Clementino) – 2:58